# Sint-Annakapel (Baal)

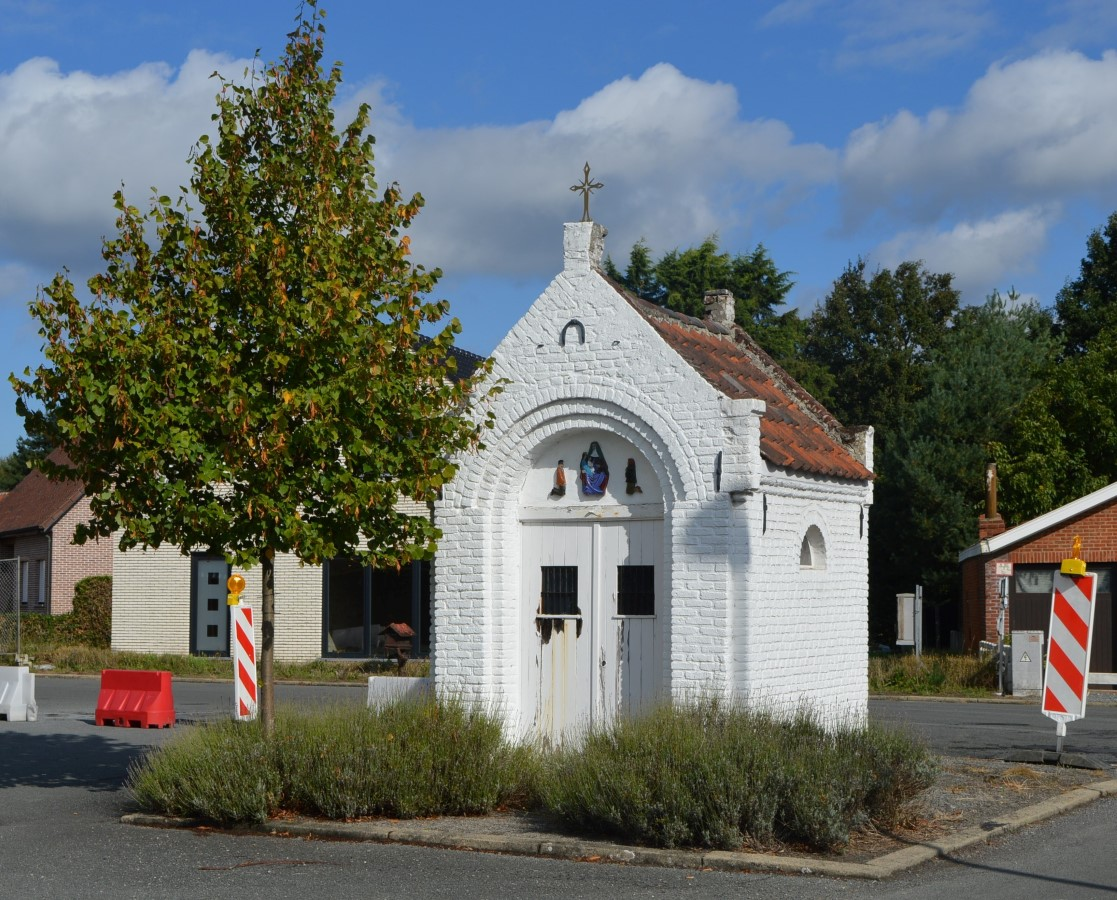
Sint-Annakapel

De Sint-Annakapel is een kapel in de tot de Vlaams-Brabantse gemeente Tremelo behorende plaats Baal, gelegen aan de Monnikstraat.
Deze kapel is de oudste kapel van Baal en stamt uit het derde kwart van de 18e eeuw of ouder.
Het kapelletje op rechthoekige plattegrond heeft een zadeldak. De voorgevel is een tuitgevel. Boven de deur, in het boogveld, vindt men een beeld van Sint-Anna, geflankeerd door een biddende man en een biddende vrouw. Tot begin 21e eeuw bevond zich een vermoedelijk 16e-eeuws beeld van Sint-Anna ten Drieën.